# كارل تشنغ
كارل تشنغ (بالصينية: 程萬琦) (و. 1940  م) هو لاعب كرة سلة صيني، ولد في فيتنام.

## روابط خارجية
- كارل تشنغ على موقع أوليمبيديا (الإنجليزية)